# Pallenis maritima
Pallenis maritima (synoniem: Asteriscus maritimus; ook 'dukaatbloem' genoemd) is een vaste plant die behoort tot de composietenfamilie. De plant komt voor in de Canarische Eilanden, Zuid-Portugal, het Middellandse Zeegebied en Griekenland.